# Dirk Stahmann
Dirk Stahmann (* 23. března 1958, Magdeburg) je bývalý východoněmecký fotbalista, střední obránce.

## Fotbalová kariéra
Ve východoněmecké oberlize hrál za 1. FC Magdeburg. Nastoupil ve 278 ligových utkáních a dal 33 gólů. V letech 1978, 1979 a 1983 získal s týmem východoněmecký fotbalový pohár. V Poháru vítězů pohárů nastoupil v 9 utkáních a dal 2 góly a v Poháru UEFA nastoupil ve 12 utkáních. Za reprezentaci Východního Německa (NDR) nastoupil v letech 1982-1989 ve 46 utkáních a dal 2 góly.

## Ligová bilance
| Ročník          | Zápasy | Góly | Klub            |
| --------------- | ------ | ---- | --------------- |
| I. liga 1977/78 | 6      | 1    | 1. FC Magdeburg |
| I. liga 1978/79 | 7      | 1    | 1. FC Magdeburg |
| I. liga 1979/80 | 16     | 1    | 1. FC Magdeburg |
| I. liga 1980/81 | 23     | 2    | 1. FC Magdeburg |
| I. liga 1981/82 | 26     | 3    | 1. FC Magdeburg |
| I. liga 1982/83 | 23     | 3    | 1. FC Magdeburg |
| I. liga 1983/84 | 22     | 4    | 1. FC Magdeburg |
| I. liga 1984/85 | 21     | 5    | 1. FC Magdeburg |
| I. liga 1985/86 | 23     | 3    | 1. FC Magdeburg |
| I. liga 1986/87 | 18     | 3    | 1. FC Magdeburg |
| I. liga 1987/88 | 25     | 2    | 1. FC Magdeburg |
| I. liga 1988/89 | 20     | 2    | 1. FC Magdeburg |
| I. liga 1989/90 | 23     | 2    | 1. FC Magdeburg |
| I. liga 1990/91 | 25     | 1    | 1. FC Magdeburg |
| CELKEM I. liga  | 278    | 33   |                 |